# الدوري الأذربيجاني لكرة اليد
الدوري الأذربيجاني لكرة اليد هو الدوري الأعلى لكرة اليد في أذربيجان. يدار من قبل اتحاد كرة اليد الأذربيجاني. تأسس في سنة 1993م، ويتكون حاليا من قبل 12 فريقا.